# Klippmühle
Die Klippmühle war eine Wassermühle am Stillen Wasser, einer ufernahen Gasse in Hasserode bei Wernigerode am Nordrand des Harzes. Das benötigte Mühlwasser wurde von der Holtemme abgezweigt. Es gelangte beim Kesselmühlenteich wieder in dieselbe zurück.

## Geschichte
Die Wassermühle wurde mit Genehmigung des Königs Friedrich II. von Preußen 1767/68 nördlich unterhalb des Blockshornberges errichtet, um die Einwohner der neugegründeten Kolonistensiedlung Friedrichsthal, heute ein Stadtteil von Wernigerode, mit Mehl zu versorgen.
Der erste Mühlenpächter war Christ. Heinrich Müller. 1920 übernahm Müllermeister Wilhelm Günther die Mühle, der gleichzeitig auch eine Bäckerei betrieb, die 1960 geschlossen wurde. Fortan wurde die Mühle für Wohnzwecke und bis 1990 für Ferienwohnungen genutzt. Nachdem bereits 1989 der Abriss genehmigt worden war, wurde die Mühle mit ihren Nebengebäuden (Anschrift: Stillewasser 3) im Dezember 2002 mit Genehmigung der Unteren Denkmalschutzbehörde der Stadt Wernigerode wegen Einsturzgefahr abgerissen. Heute steht an der Stelle des Klippmühle ein Einfamilienhaus.